# Koen De Bouw
Koen De Bouw (født 30. september 1964 i Turnhout) er en belgisk skuespiller.

## Fimlografi
- The Man Who Sold His Skin (2020)
- Skabelon:Illm (2016) - Michel de Vreese (the premier)
- Torpedo (2019 film) - Stan
- Het vonnis (2013) - Luc Segers
- Brasserie Romantiek (2012) - Frank
- Groenten uit Balen (2011) - Mijnheer Verheyen
- Smoorverliefd (2010) - Bert
- Terug naar de kust (2009) Harry
- Dossier K. (2009) - Eric Vincke
- Loft (2008) - Chris Van Outryve
- Vermist (2007) - Walter Sibelius
- Stormforce (2006) - Mark Van Houte
- Verlengd weekend (2005) - Christian Van den Heuvel
- De Indringer (2005) - Tom Vansant
- Knokke Boulevard (2005, short film)
- Love Hurts (2004, TV) - Klaus
- The Alzheimer Case (2003) - Eric Vincke
- Science Fiction (2002) - Rick Decker
- Bella Bettien (2002) - Velibor
- Vallen (2001) - Benoit
- Lijmen/Het Been (2000) - Frans Laarmans
- Falling Rocks (2000) - Phil
- Shades (1999) - Bob
- Left Luggage (1998) - Father Chaya (at age of 20)
- Straffe koffie (1997, short film)
- Minder dood dan de anderen (1992) - Broer
- Eline Vere (1991) - Paul van Raat
- Yuppies (1991, kortfilm)
- Han de Wit (1990) - Han de Wit
- Caught (1986, kortfilm)

### Tv-serier
- Grenslanders (2019)
- The Last Tycoon (2016)
- Mord uden grænser (2015)
- Professor T. (2015-2018)
- Deadline 25/5 (2014) -
- Vermist (2008–2010, 2014) - Walter Sibelius
- Salamander (2012–2013) - Klaus
- Los Zand (2009) - Willem
- Koning van de wereld
- Sedes & Belli (2002–2003) - Frank Sedes
- Stille Waters (2001–2002) - Rob
- Engeltjes (1999)
- Windkracht 10 (1998) - Mark Van Houte
- De Jacques Vermeire show (1998)
- Thuis (1996–1997) - Lou Swertvaeghers
- Wittekerke (1995–1996) - Stef Tavernier
- Ons geluk (1995)
- Moeder, waarom leven wij? (1993)

### Gæsteoptræden
- Rupel - Peter Huybrechts (sæson 1 ep. 13 & 18)
- Baantjer - Francesco Fiorini (sæson 7 ep. 7)
- Recht op Recht - Dennis Moerman (sæson 3 ep. 1)
- Flikken - Erik Francken (sæson 1 ep. 3 & 4 & 7 & 10)
- Windkracht 10 - lieutenant SIE (sæson 1, ep. 5)
- Deman - Mario Tytgat (ep. Duivelse minnaars)
- F.C. De Kampioenen - Wouter Smeets (sæson 2 ep. 6)
- Langs de kade - Dokter (sæson 1 ep. 6)
- Witse - Dirk Nuyens (sæson 5 ep. 9), Peter Claessens (sæson 8 ep. 12-13)
- Aspe - Maarten Box (sæson 3 ep. 2)
- Heterdaad - Kurt Van Campenhout (sæson 4 ep. 9-10)
- Bullets (2018) – "Oligarch" (2 episoder)

## Teater
- Una giornata particolare (2006–2008)
- Trojaanse vrouwen (2005–2007)
- De wet van engel (2003–2006)
- O Death (2003–2004)
- Poes, poes, poes (1, 2, 3, 4, 5) (2002–2004)
- Amlett/Hamlet (2000–2002)
- Marieslijk (1999–2000)
- 3 Koningen (1993–1994)